# Allan Beer
Allan Erik Waldemarsson Beer, född 27 februari 1918 i S:t Matteus församling, Stockholm, död 28 januari 1980 i Västerleds församling, Bromma, var en svensk tidningsman. Han var kusin med Gunhild "Puck" Beer, kusinbarn till Dick Beer och brorsonsson till John och Adolf Beer. Hans bror Henrik Beer, 1915-1987, var 1947-60 generalsekreterare för Svenska Röda Korset och 1960-81 generalsekreterare för internationella Röda Korset och Röda Halvmånen.
Efter studentexamen 1936 anställdes Beer vid Stockholms-Tidningen 1938–47, var förste redaktionssekreterare och sportchef på Aftonbladet 1948–58, chefredaktör, ansvarig utgivare och verkställande direktör för Skånska Dagbladet 1958–60, även chefredaktör och ansvarig utgivare för Kalmar läns tidning 1959–60, förlagschef vid AB Esselte-press 1961–63, promotionschef vid Åhlén & Åkerlunds förlag 1963–65, redaktionschef, ansvarig utgivare och verkställande direktör för Idrottsbladet 1965–67, redaktionschef för Allers 1968, chefredaktör och ansvarig utgivare där 1968–75, chef för Allers Stockholmsredaktion från 1975. Han utgav Samtal med stjärnor: 20 skådespelarintervjuer (1953).